# Clubiona debilis
Clubiona debilis är en spindelart som beskrevs av Hercule Nicolet 1849. Clubiona debilis ingår i släktet Clubiona och familjen säckspindlar. Inga underarter finns listade i Catalogue of Life.